# Miss prima pagina
Miss prima pagina (Front Page Woman) è un film del 1935 diretto da Michael Curtiz, con protagonisti Bette Davis e George Brent.
La sceneggiatura di Laird Doyle, Lillie Hayward e Roy Chanslor è basata sul racconto Women Are Bum Newspapermen di Richard Macauley.

## Trama
Rivali sul lavoro, Curt Devlin e Ellen Garfield sono innamorati. Ma la ragazza rifiuta di sposare il collega, un giornalista come lei, finché il suo lavoro non sarà apprezzato e riconosciuto come quello di un qualsiasi reporter maschio. Quando Curt la sconsiglia di assistere ad un'esecuzione capitale, Ellen si intestardisce a voler essere presente per poi svenire. Il fidanzato, che sta dettando il proprio articolo, supplisce anche a quello di Ellen, svenuta, dettandolo anche al giornale di lei. Ma, poi, entrambi si trovano nei guai quando le diverse testate scoprono che le due storie sono uguali.
Sul luogo di un incendio, Ellen sente una conversazione tra due uomini che la insospettisce. Seguendo la pista, si troverà sulle tracce di Marvin Q. Stone, che muore in ospedale dov'era stato ricoverato dopo essere stato ferito da una coltellata. L'uomo muore, ma Ellen ha il suo scoop. Curt, intanto, scopre che Stone era innamorato di Inez Cardoza e che la donna era corteggiata anche da un giocatore di polo, tale Maitland Coulter. Ellen rintraccia Inez, cercando di farsi raccontare la sua versione dei fatti, ma la donna insiste nel dire che Coulter è innocente.
Al processo per l'omicidio di Stone, il procuratore distrettuale propugna l'ipotesi che, sebbene la vittima sia stata accoltellata, Inez Cardoza, quando lo ha incontrato, aveva con sé una pistola e ciò dimostra che era intenzionata ad ucciderlo. Mentre la giuria sta raggiungendo il suo verdetto, Curt imbroglia Ellen, facendole credere che il verdetto sia di non colpevolezza. La notizia inventata da Curt, che Ellen riferisce subito al giornale, provoca il licenziamento della ragazza. Ma, in un bar, Ellen incontra Inez che le confessa di essere stata proprio lei a uccidere Stone. Ellen ha il suo scoop: quando Curt ammette che lei è una brava giornalista, accetta finalmente di sposarlo.

## Produzione
Il film fu prodotto dalla Warner Bros. (A Warner Bros. Picture).

## Distribuzione
Distribuito dalla Warner Bros. e dalla Vitaphone Corporation, il film uscì nelle sale statunitensi il 20 luglio dopo essere stato presentato in prima a New York l'11 luglio 1935.
Nel 2013, il film è stato distribuito in DVD dalla Warner Home Video.